# Opisthopsis major
Opisthopsis major é uma espécie de formiga do gênero Opisthopsis, pertencente à subfamília Formicinae.